# Macrophomina
Macrophomina is een geslacht van schimmels behorend tot de familie Botryosphaeriaceae. De typesoort is Macrophomina philippinensis.

## Soorten
Volgens Index Fungorum telt het geslacht vijf soorten (peildatum februari 2022):
| Soortnaam                     | Auteur(s)                                | Publicatiejaar |
| ----------------------------- | ---------------------------------------- | -------------- |
| Macrophomina euphorbiicola    | A.R. Machado, D.J. Soares & O.L. Pereira | 2018           |
| Macrophomina phaseolina       | (Tassi) Goid.                            | 1947           |
| Macrophomina pseudophaseolina | Crous, M.P. Sarr & Ndiaye                | 2014           |
| Macrophomina tecta            | Vaghefi, B. Poudel & R.G. Shivas         | 2021           |
| Macrophomina vaccinii         | Y. Zhang ter & L. Zhao                   | 2019           |